# Hybomitra reinigiana
Hybomitra reinigiana är en tvåvingeart som först beskrevs av Günther Enderlein 1933.  Hybomitra reinigiana ingår i släktet Hybomitra och familjen bromsar. Inga underarter finns listade i Catalogue of Life.